# Primo Brega
Primo Brega (Tivoli, 10 novembre 1892 – 1955) è stato un mezzofondista italiano.
Figlio naturale di Luigi Brega, professione bracciante, nasce a Tivoli in Vicolo Del Melangolo n° 16.
Nel 1911 prese parte ai campionati italiani assoluti di atletica leggera a Roma (presso lo Stadio Flaminio): si posizionò al terzo posto sulla distanza dei 5000 metri. L'anno successivo, ai campionati italiani di Verona si classificò quarto sulla stessa distanza, corsa al vecchio Bentegodi. Nel 1914 arrivò la sua prima medaglia d'oro nazionale, quando conquistò il primo posto nei 5000 metri ai campionati italiani di Milano. Un'altra medaglia d'oro nazionale su questa distanza arrivò nel 1919, mentre nel 1922 fu campione italiano dei 10 000 metri. Partecipò inoltre alle Olimpiadi di Parigi del 1924.
Era il padre dell'attore Mario Brega, oltre che di Valeriano e Marisa.

## Record nazionali
- 3000 metri piani: 8'50"3/5 (20 settembre 1922)[3]

## Campionati nazionali
- 2 volte campione italiano assoluto nei 5000 metri[1]
- 1 volta campione italiano assoluto nei 10 000 metri[1]

1911
- Bronzo ai campionati italiani assoluti di atletica leggera, 5000 metri - 17'12"0

1912
- 4º ai campionati italiani assoluti di atletica leggera, 5000 metri

1914
- Oro ai campionati italiani assoluti di atletica leggera, 5000 metri - 15'57”0

1919
- Oro ai campionati italiani assoluti di atletica leggera, 5000 metri - 15'49”0

1922
- Oro ai campionati italiani assoluti di atletica leggera, 10 000 metri - 33'13”0
- Argento ai campionati italiani assoluti di atletica leggera, 5000 metri - 15'21"1/5